# Troglocarcinus fagei
Troglocarcinus fagei är en kräftdjursart som beskrevs av Antoinette Fize och Serene 1955. Troglocarcinus fagei ingår i släktet Troglocarcinus och familjen Cryptochiridae. Inga underarter finns listade i Catalogue of Life.